# Arnold Bartetzky
Arnold Bartetzky (* 1965 in Zabrze, Polen) ist ein Kunsthistoriker und freier Journalist (Kunst- und Architekturkritiker).

## Leben
Bartetzky wurde als Sohn deutsch-polnischer Eltern geboren und verbrachte seine ersten 13 Lebensjahre in einer ländlich geprägten Kleinstadt südlich von Katowice, bis die Familie nach Hannover übersiedelte. Er studierte Kunstgeschichte, Germanistik, Philosophie und Geschichte in Freiburg, Tübingen und Krakau sowie Architektur in Berlin. 1995 wurde er wissenschaftlicher Mitarbeiter und 2011 Fachkoordinator für Kunstgeschichte am Geisteswissenschaftlichen Zentrum Geschichte und Kultur Ostmitteleuropas, dem heutigen Leibniz-Institut für Geschichte und Kultur des östlichen Europa (GWZO) in Leipzig. 1998 wurde er an der Universität Freiburg mit einer Arbeit zum Großen Zeughaus in Danzig promoviert, für die er 2001 ausgezeichnet wurde. Lehraufträge nahm er in Leipzig, Jena und Paderborn an. Außerdem ist er Dozent an der DenkmalAkademie. Er wirkt u. a. als Kunst- bzw. Architekturkritiker für die Frankfurter Allgemeine Zeitung (seit 1999), für die Expertengruppe Städtebaulicher Denkmalschutz beim Bundesverkehrsministerium und als Herausgeber der Reihe Visuelle Geschichtskultur im Böhlau Verlag.

## Preise
- 2001: Jabłonowski-Preis der Societas Jablonoviana
- 2002: Preis der Dr.-Katarzyna-Cieślak-Stiftung Danzig
- 2012: Journalistenpreis des Deutschen Preises für Denkmalschutz

## Publikationen (Auswahl)
- (Übersetzer): Tomasz Niewodniczański (Hrsg.): Imago Poloniae. Dawna Rzeczpostpolita na mapach. [2 Bände]. Agencja Reklamowo-Wydawn. Grzegorczyk, Warschau 2002, ISBN 83-88823-16-7.
- Das Große Zeughaus in Danzig. Baugeschichte, architekturgeschichtliche Stellung, repräsentative Funktion. [2 Bände] (= Forschungen zur Geschichte und Kultur des östlichen Mitteleuropa 9). Steiner, Stuttgart 1998, ISBN 978-3-515-07542-8.
- (Hrsg.): Die Baumeister der „deutschen Renaissance“. Ein Mythos der Kunstgeschichte?. Sax-Verlag, Beucha 2004, ISBN 978-3-934544-52-9.
- (Hrsg. zusammen mit Marina Dmitrieva und Stefan Troebst): Neue Staaten – neue Bilder? Visuelle Kultur im Dienst staatlicher Selbstdarstellung in Zentral- und Osteuropa seit 1918 (= Visuelle Geschichtskultur 1). Böhlau, Köln, Weimar und Wien 2005, ISBN 978-3-412-14704-4.
- Das Große Zeughaus in Danzig als Ort städtischer Repräsentation. Jabłonowski-Preis 2001. Leipziger Universitätsverlag, Leipzig 2006, ISBN 978-3-86583-075-3.
- (Hrsg. zusammen mit Marc Schalenberg): Urban planning and the pursuit of happiness. European variations on a universal theme (18th – 21st centuries). Jovis-Verlag, Berlin 2009, ISBN 978-3-86859-020-3.
- (Hrsg. zusammen mit Marina Dmitrieva und Alfrun Kliems): Imaginationen des Urbanen. Konzeption, Reflexion und Fiktion von Stadt in Mittel- und Osteuropa. Lukas-Verlag, Berlin 2009, ISBN 978-3-86732-022-1.
- Nation – Staat – Stadt: Architektur. Denkmalpflege und Geschichtskultur vom 19. bis zum 21. Jahrhundert (= Visuelle Geschichtskultur 9). Böhlau, Köln und Wien 2012, ISBN 978-3-412-21485-2.
- (Hrsg. mit Rudolf Jaworski): Geschichte im Rundumblick. Panoramabilder im östlichen Europa (= Visuelle Geschichtskultur 11). Böhlau, Köln, Weimar und Wien 2014, ISBN 978-3-412-22147-8.
- (Hrsg. zusammen mit Jörg Haspel): Von der Ablehnung zur Aneignung? Das architektonische Erbe des Sozialismus in Mittel- und Osteuropa = From rejection to appropriation? (= Visuelle Geschichtskultur 12). Böhlau, Köln, Weimar und Wien 2014; ISBN 978-3-412-22148-5.
- Die gerettete Stadt. Architektur und Stadtentwicklung in Leipzig seit 1989. Erfolge, Risiken, Verluste. Lehmstedt, Leipzig 2015, ISBN 978-3-942473-93-4.
- (Hrsg.): Armin Kühne: Leipzig aus halber Höhe. Lehmstedt, Leipzig 2017, ISBN 978-3-95797-060-2.
- (Hrsg.): Geschichte bauen. Architektonische Rekonstruktion und Nationenbildung vom 19. Jahrhundert bis heute (= Visuelle Geschichtskultur 17). Böhlau, Köln, Weimar und Wien 2017, ISBN 978-3-412-50725-1.
- mit Claudia Gehre und Wolfgang Kil: Bis wir am Hang verharren jetzt und lassen die Steine zu Tal. Situation Room, Leipzig 2019, DNB 1201909732.
- mit Anna Reindl: Das verschwundene Leipzig. Das Prinzip Abriss und Neubau in drei Jahrhunderten Stadtenwicklung. Passage-Verlag, Leipzig 2020, ISBN 978-3-95415-108-0.
- (Hrsg. zusammen mit Nicolas Karpf und Greta Paulsen): Architektur und Städtebau in der DDR. Stimmen und Erinnerungen aus vier Jahrzehnten. DOM publishers, Berlin 2022, ISBN 978-3-86922-784-9.
- Das ungebaute Leipzig. Projekte, Visionen, Luftschlösser. Lehmstedt, Leipzig 2023, ISBN 978-3-95797-119-7.